# Acalolepta montana
Acalolepta montana es una especie de escarabajo longicornio del género Acalolepta, tribu Monochamini, subfamilia Lamiinae. Fue descrita científicamente por Aurivillius en 1916.
Se distribuye por Indonesia (Java, Sumatra). Mide aproximadamente 10,5-15 milímetros de longitud. El período de vuelo de esta especie ocurre en los meses de enero, mayo, junio, julio, agosto y diciembre.